# Wnory-Wypychy
Wnory-Wypychy [pronunciación en polaco: /ˈvnɔrɨ vɨˈpɨxɨ/] es un pueblo ubicado en el distrito administrativo de Gmina Kulesze Kościelne, dentro del Condado de Wysokie Mazowieckie, Voivodato de Podlaquia, en el norte de Polonia oriental. Se encuentra aproximadamente a 13 kilómetros al norte de Wysokie Mazowieckie y a 43 kilómetros al oeste de la capital regional Białystok.
El pueblo tiene una población de 150 habitantes.